# PowerBook 190
A Macintosh PowerBook 190 hordozható számítógépet 1995. augusztus 28. és 1996. június 15. között 10 hónapon keresztül, a Macintosh PowerBook 190cs laptopot 1995. augusztus 28. és 1996. október 10. között 14 hónapon keresztül az Apple fejlesztette, gyártotta és forgalmazta. A Macintosh PowerBook 190cs a PowerBook számítógép-családba tartozott. A számítógépet szokás PB190/190cs-ként említeni szóban és írásban is. A névben szám után álló 'c' a színes kijelző jele.

## Története
A PowerBook 190 laptopokat az Apple az olcsó PowerBook 150 utódának szánta, a PB150 és a 190-ek is népszerűek voltak az amerikai egyetemi hallgatók körében. A PB190 ára 4 MB RAM-mal 1700, 8 MB RAM-mal 1990 dollár volt. Az olcsósághoz hozzájárult, hogy ez a kettős volt az utolsó PowerBook, amelybe Motorla 68xxx processzor (pontosan: Motorola 68LC040) került.
Az Apple nem túl átgondolt elnevezési stratégiáját jelzi a gép elnevezése is, a 100-as jelzésű PowerBookokat leváltó 500-as sorozat öt gépét követően visszatértek a 100-as jelzéshez. Másfelől nézve, a PowerBook 190 belső elrendezése a PB150-éhez hasonló, amely viszont eltér a korábbi 100-as gépekétől. A PB150-PB190 elrendezést a PowerBook 5300-sorozat viszi majd tovább – az Apple kiadott egy PowerPC 603e PowerBook Logic Board Upgrade Kit névre keresztelt hardver frissítőt, amivel a PB190 100 MHz-es PowerPC 603e processzorúvá volt alakítható. A PB150 és PB190 között bemutatott PowerBook Duo számítógépek subnotebookok voltak, azaz kisebbek voltak a 100-as és 500-as gépeknél.
A PB190 értékesítésére negatív kihatással volt a PB5300-asok akkumulátor problémája.

## Technikai leírás

### Macintosh PowerBook 190
A gép súlya 2,7 kg, magassága 5,08 cm, szélessége 29,21 cm és mélysége 21,59 cm volt. A gépet System 7.5.2 operációs rendszerrel szállította az Apple, a ROM mérete 2MB volt. A kijelző 9.5" 4-bit Film SuperTwist Nematic (FSTN) LCD volt 640 x 480 képpont felbontással. A Macintosh PowerBook 190 számítógépet 66 MHz-es Motorola 68LC040 processzor vezérelte (L1 cache: 8K, L2 cache: nem volt). A PMMU feladatát a processzor látta el. A gép bemutatásakor az alaplapon 4, 8 MB (70ns) memóriát tartalmazott, maximálisan 36, 40 MB kezelésére volt képes a gyári specifikáció szerint. A bővítéshez az egyetlen helybe (slot) 4-32 MB-os modulok egyikét lehetett betenni. Az adatokat az 500MB IDE–buszos belső merevlemezre lehetett elmenteni. Külső adattárolási lehetőséget az 1,44-es hajlékonylemez meghajtó (floppy-drive) kínált. A számítógépnek egy ADB, egy nyomtató, egy hangszóró portja volt. opt. mini-15 a videó, HDI-30 a SCSI kimenet volt. A Macintosh PowerBook 190 PB190, NiMH akkumulátora maximum 45W teljesítményre volt képes.

### Macintosh PowerBook 190cs
A gép súlya 2,84 kg, magassága 5,59 cm, szélessége 29,21 cm és mélysége 21,59 cm volt. A gépet System 7.5.2 operációs rendszerrel szállította az Apple, a ROM mérete 2MB volt. A kijelző 10.4" 8-bit Film SuperTwist Nematic (FSTN) LCD volt 640 x 480 képpont felbontással. A Macintosh PowerBook 190cs számítógépet 66 MHz-es Motorola 68LC040 processzor vezérelte (L1 cache: 8K, L2 cache: nem volt). A PMMU feladatát a processzor látta el. A gép bemutatásakor az alaplapon 4, 8 MB (70ns) memóriát tartalmazott, maximálisan 36, 40 MB kezelésére volt képes a gyári specifikáció szerint. A bővítéshez az egyetlen helybe (slot) 4-32 MB-os modulok egyikét lehetett betenni. Az adatokat az 500MB IDE–buszos belső merevlemezre lehetett elmenteni. Külső adattárolási lehetőséget az 1,44-es hajlékonylemez meghajtó (floppy-drive) kínált. A számítógépnek egy ADB, egy nyomtató, egy hangszóró portja volt. opt. mini-15 a videó, HDI-30 a SCSI kimenet volt. A Macintosh PowerBook 190cs PB190, NiMH akkumulátora maximum 45W teljesítményre volt képes.

### Technikai adatok táblázatban
A táblázat nem tartalmazza az összes műszaki paramétert. Az egyes modelleknél a bemutatáskor érvényes adatokat soroljuk fel, a későbbi frissítéseket nem. Az adatok az Apple adatlapjáról származnak, a hiányzó adatok – egyes gépeknél a kivezetés időpontja, az összes kijelző adat, üzemóra adat... – a Mactracker alkalmazásból valók.

| Gép nevebemutatva kivezetve                 | Méretmagasság szélesség mélység súly | Processzorprocesszor órajel, mag L1 és L2 cache PMMU FPU | Háttértármerevlemezkülső adathordozó | Eredeti operációs rendszer | Memóriaalap max. @sebességhely                                           | Kijelzőfizikai méret, legjobb felbontás                                     | Tápmax. teljesítmény, akkumulátoros üzemidő (becslés) | Csatlakozók                                                                 |
| ------------------------------------------- | ------------------------------------ | -------------------------------------------------------- | ------------------------------------ | -------------------------- | ------------------------------------------------------------------------ | --------------------------------------------------------------------------- | ----------------------------------------------------- | --------------------------------------------------------------------------- |
| PowerBook 1901995 aug. 28. 1996. jún. 15.   | 5,08 mm 29,21 mm 21,59 mm 2,7 kg     | Motorola 68LC040 @66 MHz L1:8K PMMU: integrálva          | Floppy: 1.44MBHD: 500MB (IDE)        | System 7.5.2 ROM: 2MB      | Alaplapon: 4, 8 MB @70ns max: 4 MB – 36, 40 MBegy hely: 4-32 MB-os modul | Alaplapon: 9.5" 4-bit Film SuperTwist Nematic (FSTN) LCD 640 x 480 képpont  | Max: 45W, 1,88A 81,57 Wh, óra                         | * ADB: 1 * nyomtató: 1 * hang: van * videó: 1 opt. mini-15 * SCSI: 1 HDI-30 |
| PowerBook 190cs1995 aug. 28. 1996. okt. 10. | 5,59 mm 29,21 mm 21,59 mm 2,84 kg    | Motorola 68LC040 @66 MHz L1:8K PMMU: integrálva          | Floppy: 1.44MBHD: 500MB (IDE)        | System 7.5.2 ROM: 2MB      | Alaplapon: 4, 8 MB @70ns max: 4 MB – 36, 40 MBegy hely: 4-32 MB-os modul | Alaplapon: 10.4" 8-bit Film SuperTwist Nematic (FSTN) LCD 640 x 480 képpont | Max: 45W, 1,88A 81,57 Wh, óra                         | * ADB: 1 * nyomtató: 1 * hang: van * videó: 1 opt. mini-15 * SCSI: 1 HDI-30 |

## PowerBook számítógépek az időben
| PowerBook és iBook számítógépek idővonalon |
| --- |
| A grafikon adatai utoljára 2023. december 19-én frissültek. A szín sötétebb változata az egymást követő gépek megkülönböztetését szolgálja. A színek kezdete a bemutató időpontja, a forgalmazás több esetben is hónapokkal később kezdődött. Megeshet, hogy egy csík végét kitakarja egy másik csík eleje. Előfordul, hogy a gyártás befejezését követően még egy ideig forgalomban marad a Mac adott verziója. Az adatok forrása a Jegyzetekben található. |